# Ralf Novak-Rosengren
Ralf Peter Tommy Novak, känd som Ralf Novak-Rosengren, född 20 februari 1972 i Sankt Nikolai församling, Hallands län, är en svensk musiker och sångare inom resande-romani. 
När första upplagan av Nordic Romani Festival arrangerades hösten 2012 var Ralf Novak-Rosengren den som gick i spetsen för arrangemanget. Bland annat för detta utsågs han till årets arrangör och årets traditionsbärare vid den årliga folk- och världsmusikgalan i Gävle 2013.

## Diskografi i urval
- 2006 – Minns min visa
- 2010 – Semno palla mander
- 2012 – Romani Ragusta